# Addison (Virginia Occidental)
Addison es un pueblo ubicado en el condado de Webster en el estado estadounidense de Virginia Occidental. En el Censo de 2010 tenía una población de 776 habitantes y una densidad poblacional de 633,44 personas por km².

## Geografía
Addison se encuentra ubicado en las coordenadas 38°28′40″N 80°24′19″O / 38.47778, -80.40528. Según la Oficina del Censo de los Estados Unidos, Addison tiene una superficie total de 1.23 km², de la cual 1.16 km² corresponden a tierra firme y (5.07%) 0.06 km² es agua.

## Demografía
Según el censo de 2010, había 776 personas residiendo en Addison. La densidad de población era de 633,44 hab./km². De los 776 habitantes, Addison estaba compuesto por el 99.23% blancos, el 0.13% eran afroamericanos, el 0.13% eran amerindios, el 0% eran asiáticos, el 0% eran isleños del Pacífico, el 0% eran de otras razas y el 0.52% pertenecían a dos o más razas. Del total de la población el 0.26% eran hispanos o latinos de cualquier raza.